# Saint-Brice (Mayenne)
Saint-Brice és un municipi francès situat al departament de Mayenne i a la regió de País del Loira. L'any 2007 tenia 520 habitants.

## Demografia

### Població
El 2007 la població de fet de Saint-Brice era de 520 persones. Hi havia 191 famílies de les quals 35 eren unipersonals (23 homes vivint sols i 12 dones vivint soles), 66 parelles sense fills, 78 parelles amb fills i 12 famílies monoparentals amb fills.
La població ha evolucionat segons el següent gràfic:
Habitants censats

### Habitatges
El 2007 hi havia 237 habitatges, 195 eren l'habitatge principal de la família, 27 eren segones residències i 15 estaven desocupats. 234 eren cases i 3 eren apartaments. Dels 195 habitatges principals, 160 estaven ocupats pels seus propietaris, 33 estaven llogats i ocupats pels llogaters i 2 estaven cedits a títol gratuït; 1 tenia una cambra, 10 en tenien dues, 26 en tenien tres, 52 en tenien quatre i 107 en tenien cinc o més. 144 habitatges disposaven pel capbaix d'una plaça de pàrquing. A 73 habitatges hi havia un automòbil i a 109 n'hi havia dos o més.

### Piràmide de població
La piràmide de població per edats i sexe el 2009 era:
| Homes | Edats   | Dones |
| ----- | ------- | ----- |
| 0     | 95 o +  | 0     |
| 4     | 90 a 94 | 0     |
| 4     | 85 a 89 | 0     |
| 0     | 80 a 84 | 4     |
| 4     | 75 a 79 | 8     |
| 4     | 70 a 74 | 8     |
| 16    | 65 a 69 | 4     |
| 16    | 60 a 64 | 16    |
| 4     | 55 a 59 | 8     |
| 16    | 50 a 54 | 20    |
| 36    | 45 a 49 | 24    |
| 12    | 40 a 44 | 16    |
| 12    | 35 a 39 | 16    |
| 8     | 30 a 34 | 8     |
| 24    | 25 a 29 | 20    |
| 12    | 20 a 24 | 12    |
| 32    | 15 a 19 | 16    |
| 24    | 10 a 14 | 12    |
| 4     | 5 a 9   | 8     |
| 8     | 0 a 4   | 20    |

## Economia
El 2007 la població en edat de treballar era de 313 persones, 238 eren actives i 75 eren inactives. De les 238 persones actives 220 estaven ocupades (112 homes i 108 dones) i 18 estaven aturades (8 homes i 10 dones). De les 75 persones inactives 38 estaven jubilades, 23 estaven estudiant i 14 estaven classificades com a «altres inactius».

### Ingressos
El 2009 a Saint-Brice hi havia 203 unitats fiscals que integraven 556,5 persones, la mediana anual d'ingressos fiscals per persona era de 16.373 €.

### Activitats econòmiques
Dels 10 establiments que hi havia el 2007, 3 eren d'empreses de construcció, 1 d'una empresa de comerç i reparació d'automòbils, 2 d'empreses d'hostatgeria i restauració, 3 d'empreses de serveis i 1 d'una empresa classificada com a «altres activitats de serveis».
Dels 4 establiments de servei als particulars que hi havia el 2009, 2 eren paletes, 1 perruqueria i 1 restaurant.
L'any 2000 a Saint-Brice hi havia 16 explotacions agrícoles que ocupaven un total de 909 hectàrees.

## Equipaments sanitaris i escolars
El 2009 hi havia una escola elemental integrada dins d'un grup escolar amb les comunes properes formant una escola dispersa.

## Poblacions més properes
El següent diagrama mostra les poblacions més properes.